# 茵垫黄耆
茵垫黄耆（学名：Astragalus mattam）为豆科黄芪属的植物，是中国的特有植物。分布在中国大陆的青海等地，生长于海拔4,000米的地区，多生在高山草地，目前尚未由人工引种栽培。

## 异名
- Astragalus mattam Tsai et Yu var. macroflorus Y. H. Wu